# Cyathea bicrenata
Cyathea bicrenata är en ormbunkeart som beskrevs av Frederik Michael Liebmann. Cyathea bicrenata ingår i släktet Cyathea och familjen Cyatheaceae. Inga underarter finns listade.